# 僕は君に恋をする
「僕は君に恋をする」（ぼくはきみにこいをする）は、2009年10月21日に発売された平井堅の通算31枚目のシングル。発売元はDefSTAR Records。規格品番はDFCL-1603。DVD付の初回限定盤はDFCL-1601。

## 解説
前作「CANDY」から約1ヶ月のインターバルを経て発売された。平井堅名義のCDシングルでは、初めて初回限定盤としてDVDが一緒にパッケージングされた作品となる。
表題曲「僕は君に恋をする」は、2009年公開の東宝映画『僕の初恋をキミに捧ぐ』（主演：井上真央、岡田将生）の主題歌で、平井堅自身が「同映画の脚本を読んだのち書き下ろした楽曲」であると明かしている。CDパッケージ発売前となる10月19日には、北海道札幌市・宮の森フランセス教会で行われたAIR-Gの公開収録に参加し、タイトル曲が一足早く聴衆の前で披露された。音楽配信では累計120万ダウンロードを売り上げた。
カップリング曲「一人じゃない」は、NHK教育テレビ『連続人形活劇 新・三銃士』のエンディング・テーマ。作詞は同テレビ番組自体にも脚色、脚本として関わりがある脚本家・三谷幸喜によるもの。平井堅の歌手デビュー・シングル「Precious Junk」（1995/5/13発売：SRDL-3998）が三谷幸喜脚本のテレビドラマ『王様のレストラン』に起用されたり、フジテレビ系列音楽番組『僕らの音楽』内でトーク対談したりするなど縁のある脚本家であるが、音楽を共同作業で制作し、CDパッケージ化されるのは初めてである。
初回限定盤に付属するDVDには、同年5月28日に催されたイベント「Ken's Bar 10th Anniversary 『Ken's Bar II』 Release Special Party！」におけるパフォーマンスが収録されている。尚、コンセプト・カバーアルバム『Ken's Bar II』が発売日されたのは5月27日。イベント開催日翌日の5月29日は、1999年にライブ“Ken's Bar”の初演が開催された日付である。会場は、ONAIR Okubo PLUSであったが、そのライブハウスは現存しない。
発売当時のパッケージフィルムには、前作「Candy」と連動したダブル購入者向けプレゼント応募シール付き。ディスクジャケットには「僕は君に恋をする」の歌詞が一部、記載されている。初回盤と通常盤で使用されるフォトは異なっているが、衣装や背景は同様である。初回盤がカメラ目線、通常盤は目線をそらした姿で、どちらもモノクローム写真のポートレート風になっている。モノクロ調のディスクジャケット写真はシングルでは、「fake star」（2007/9/12発売：DFCL-1390）以来。

## 収録曲

### CD
1. 僕は君に恋をする（5:12）
  - 作詞・作曲: 平井堅、編曲: 亀田誠治
2. 一人じゃない（4:50）
  - 作詞: 三谷幸喜、作曲: 平井堅、編曲: 亀田誠治
3. Catch you（3:26）
  - 作詞: 平井堅、作曲: 平井堅・田中直、編曲: 田中直（SUPA LOVE）
4. 僕は君に恋をする（less vocal）（5:09）

### DVD
- Ken's Bar 10th Anniversary 「Ken's Bar II」Release Special Party in YOKOHAMA

1. 僕がどんなに君を好きか、君は知らない
2. Heart Of Mine
3. いつか離れる日が来ても
4. even if